# Aso (miasto)
Aso (jap. 阿蘇市 Aso-shi) – miasto w Japonii, w prefekturze Kumamoto, na wyspie Kiusiu. W 2015 roku liczyło 27 018 mieszkańców.